# Bothriomyrmex meridionalis
Bothriomyrmex meridionalis is een mierensoort uit de onderfamilie van de Dolichoderinae. De wetenschappelijke naam van de soort is voor het eerst geldig gepubliceerd in 1863 door Roger.